# ОШ „Милан Ракић” Нови Београд
Основна школа „Милан Ракић” (раније ОШ „Др Ивана Рибар”) једна је од основних школа на Новом Београду. Име носи по српском књижевнику, песнику и дипломати. Милану Ракићу. Налази се на адреси у Војвођанској улици 62.
Школа је основана 2. фебруара 1967. године на Бежанији под именом ОШ „Др Ивана Рибар”, у периоду развоја и ширења Новог Београда.